# Pac-Man Championship Edition
Pac-Man Championship Edition (パックマン チャンピオンシップエディション Pakkuman Chanpionshippu Edishon?, algunas veces llamado simplemente Pac-Man C.E.) es un videojuego de 2007 en la serie Pac-Man, desarrollado por Namco Bandai Games. El juego fue diseñado por Tōru Iwatani, el creador del Pac-Man original de 1980, y es el último juego de Iwatani antes de su retiro. Aunque originalmente se lanzó para Xbox 360 a través del servicio Xbox Live Arcade, Championship Edition fue posteriormente lanzado para las plataformas iOS y Android, y en la PlayStation Network para el PlayStation Portable y el PlayStation 3. Una secuela del juego llamada Pac-Man Championship Edition DX fue lanzada en 2010.

## El juego
La jugabilidad de Pac-Man Championship Edition es similar a la del Pac-Man original. En ella, el jugador debe guiar a Pac-Man a través de un laberinto comiendo puntos, power pellets y objetos de bonificación (como frutas, llaves y otros objetos), y evitando a los cuatro fantasmas que también se mueven por el laberinto. Si un fantasma atrapa a Pac-Man, el jugador pierde una vida. Comer una power pellet causa que los fantasmas se vuelvan azules temporalmente y que Pac-Man pueda comerlos y enviarlos de vuelta al centro del laberinto, de donde salen de nuevo en su forma original.
A pesar de estas similitudes, existen algunas diferencias fundamentales entre los dos juegos:
- Los laberintos en Pac-Man C.E. se dividen en dos mitades (izquierda y derecha). Cuando el jugador come todos los puntos de una mitad, un objeto de bonificación aparece en la otra; al comerse dicho objeto, un nuevo laberinto aparece en la mitad inicial.
- Los laberintos que aparecen tras comer los objetos de bonificación también contienen power pellets. Esto permite que el jugador realice combos de comer fantasmas durante tiempos considerables.
- Cuanto más tiempo dure vivo el jugador, el juego se hace más rápido y se obtiene más puntaje por cada punto comido.
- Las partidas no se definen por niveles, sino por tiempo: el jugador tiene un límite de tiempo para intentar obtener el mayor puntaje posible.

Todas estas características hacen que Pac-Man Championship Edition sea considerado un juego más ágil que el original.

## Lanzamientos
El juego fue lanzado originalmente a través del servicio Xbox Live Arcade el 6 de junio de 2007. El anuncio del juego generó más compras del Xbox 360 en Japón.[cita requerida] Pac-Man C.E también está disponible en un disco titulado Xbox Live Arcade Compilation que se incluye en el paquete Xbox 360 Arcade, así como en el paquete de compilación Namco Museum Virtual Arcade (en este último, sin embargo, no puede ser accedido directamente desde NMVA; debe ser accedido desde la librería de juegos). La versión para iOS fue lanzada el 10 de diciembre de 2009, mientras que las versiones de Android y PSP minis fueron lanzadas a finales de 2010.
La siguiente versión del juego, Pac-Man Championship Edition DX, se lanzó a través del Xbox Live Arcade el 17 de noviembre de 2010 y del PlayStation Network el 23 de noviembre de 2010.
El 18 de junio de 2020 Namco lanzó Namco Museum Archives en el cual se incluyó una des-masterización de Pac-Man Championship Edition programado para la Nintendo Entertainment System, el cual se ha comprobado que puede correr en hardware real.

## Campeonato Mundial

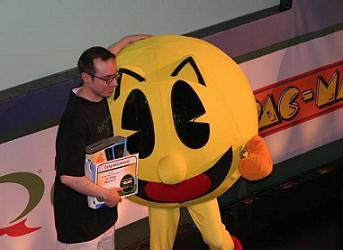
Carlos Daniel Borrego, Campeón Mundial de Pac-Man junto al conocido personaje.

El 5 de junio de 2007 se celebró, en la ciudad de Nueva York, el campeonato mundial de Pac-Man, donde el mexicano Carlos Daniel Borrego, se llevó a casa el torneo después de haber sido coronado y premiado por el mismísimo Toru Iwatani como el primer y único campeón mundial de Pac-Man. El campeonato fue promocionado por Bandai Namco y Microsoft; entre los premios se encontraban 100.000 Microsoft Points y una consola Xbox 360 basada en Pac-Man con el autógrafo del creador única en el mundo.
Participantes
- Daniel Borrego (México)
- James Rodgers (Reino Unido)
- Billy Mitchell (USA)
- Dwyane Richard (Canadá)
- Huang Wei Hua (Taiwán)
- Reuben Anderson (Nueva Zelanda)
- Jason Gahler (Estados Unidos)
- Kitayatsu Hiroaki (Japón)
- Timothy Balderramos (Estados Unidos)
- Robert Glashuettner (Austria)

Premios
1. Consola Xbox 360 edición especial conmemorativa del campeonato autografiada por el creador de Pac-Man
2. Trofeo y medalla para el primer Lugar
3. 26 años de emparedados Quiznos gratis
4. 100,000 MS Points
5. Libro publicado por Toru Iwatani, edición especial autografiado
6. Faceplate Special Edition de Pac-Man, solo 20 en el mundo autografiado

Tarjeta Conmemorativa
Carlos Daniel Borrego ha sido nombrado por TwinGalaxies una super estrella del año 2012, emitiendo una tarjeta de colección histórica mencionando los logros y aspiraciones del Campeón. TwinGalaxies es el tablero electrónico oficial responsable de adjudicar y coronar a los campeones mundiales de videojuegos.

## Recepción
Pac-Man Championship Edition tuvo principalmente críticas positivas. Los revisores dijeron que la jugabilidad era "fresca y emocionante", "una de las mejores piezas 'exclusivas' de entretenimiento casual/descargable disponibles", y que era "agradable ver un clásico re-hecho en vez de simplemente re-empacado". Jared Rea, de Joystiq, lo llamó "la primera secuela real de Pac-Man desde Ms. Pac-Man".
Las críticas negativas incluyen la falta de un modo multijugador y la aparente recaída en el uso de patrones que tenía el juego original. Para el 14 de abril de 2009, el puntaje en Metacritic era de 83. La versión de iOS fue criticada por su estrategia microtransaccional y la versión de Android fue criticada por sus controles pobres. IGN criticó la versión PSPminis dada la ausencia de tablas de clasificación en línea y su inferioridad respecto a su secuela, Pac-Man Championship Edition DX.